# A Low Down Dirty Shame
 (août 2024).
Pour plus de détails, voir Fiche technique et Distribution.
A Low Down Dirty Shame est un film américain réalisé par Keenen Ivory Wayans sorti en 1994.

## Distribution
- Keenen Ivory Wayans : Andre Shame
- Jada Pinkett : Peaches Jordan
- Andrew Divoff : Ernesto Mendoza
- Charles S. Dutton : Sonny Rothmiller
- Salli Richardson-Whitfield : Angela Flowers
- Chris Spencer : Benny
- Corwin Hawkins : Wayman Harrington
- Don Diamont : Chad
- Gary Cervantes : Luis
- Gregory Sierra : Captain Nunez
- Andrew Shaifer : Bernard
- Kim Wayans : Diane
- René Hicks (en) : Hooker